# Percus lineatus
Percus lineatus es una especie de escarabajo del género Percus, familia Carabidae. Fue descrita científicamente por Solier en 1835.
Se distribuye por África del Norte (Túnez, ciudad de Aïn Draham) e Italia. Mide 16-22 milímetros de longitud.